# Isaak Israilewitsch Brodski

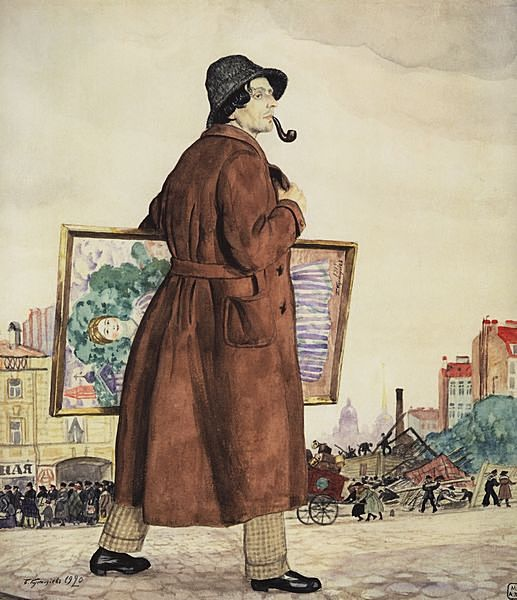
Isaak Brodski. Porträtiert von Boris Michailowitsch Kustodijew (1920)

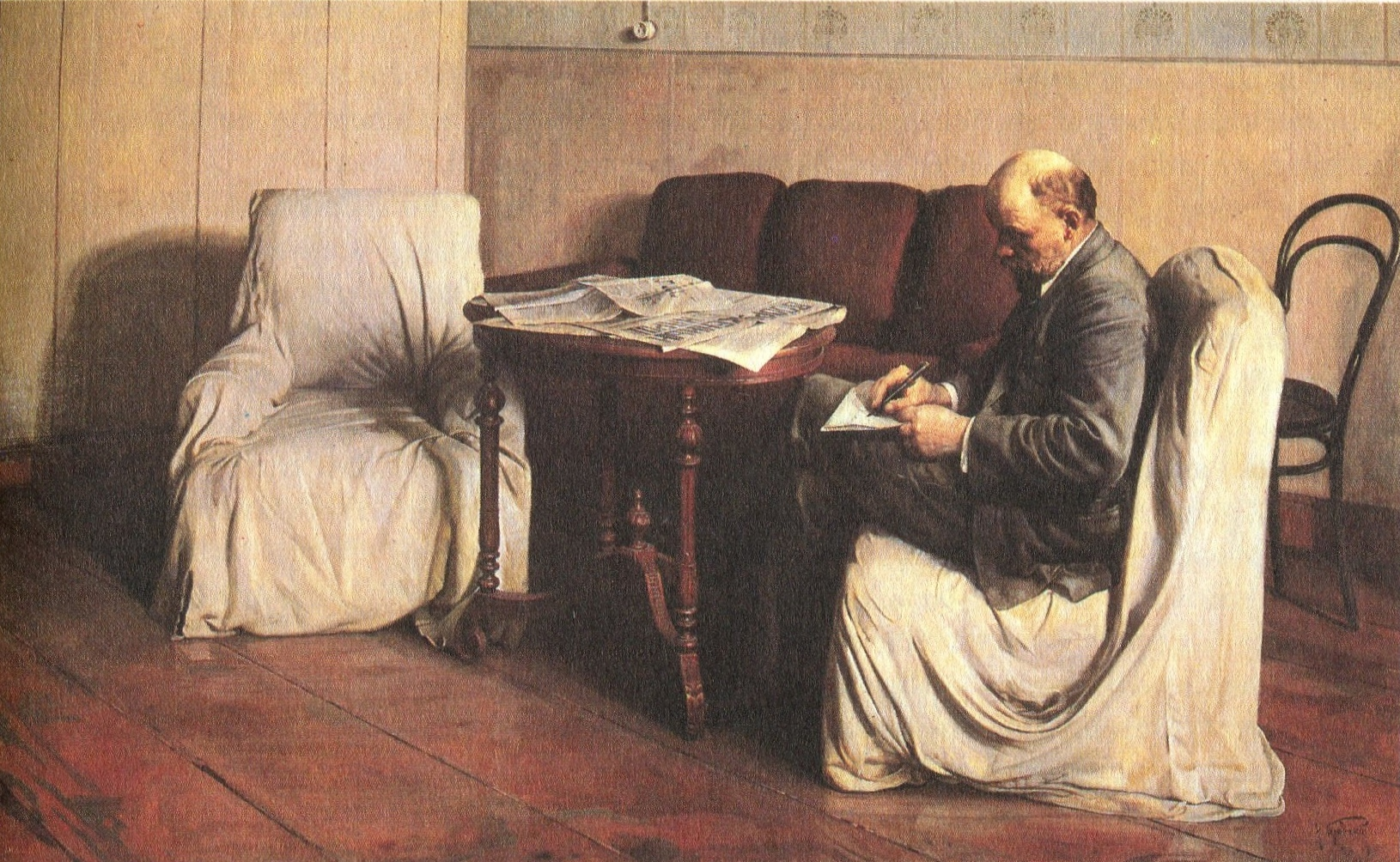
Isaak Brodski: Lenin in Smolny, 1930

Isaak Israilewitsch Brodski (russisch Исаак Израилевич Бродский; * 25. Dezember 1883jul. / 6. Januar 1884greg. in Sofijewka bei Berdjansk, Gouvernement Taurien, Russisches Kaiserreich; † 14. August 1939 in Leningrad) war ein sowjetischer Künstler.

## Leben
Vor der Oktoberrevolution gehörte Brodski zu den Mitgliedern der von Natan Issajewitsch Altman gegründeten Jüdischen Gesellschaft zur Förderung der Künste (Еврейского общества поощрения художеств) und hatte einigen Erfolg als Maler, unter anderem malte er auch ein Porträt des Politikers Alexander Fjodorowitsch Kerenski. 
Er gehörte 1922 zu den Mitbegründern der Assoziation der Künstler des revolutionären Russlands und war einer der Hauptvertreter des Sozialistischen Realismus. Sein bekanntestes Bild ist zweifellos W. I. Lenin im Smolny (1930), eine postume, nahezu naturalistische Darstellung Lenins. Dabei strebte Brodski keine – wie bis dahin üblich – Idealisierung oder Heroisierung an, sondern eine menschliche Darstellung des Revolutionsführers. Ein weiteres bekanntes Bild stammt aus dem Jahre 1933 und trägt den Titel Lenin spricht zu Moskauer Arbeitern am 5. Mai 1920. Es bezieht sich auf ein von Grigori Petrowitsch Goldstein erstelltes Foto des Ereignisses, zeigt jedoch nicht die später in Ungnade gefallenen und auf den Fotos retuschierten Trotzki und Kamenew.
Brodski war der erste Künstler, dem der Leninorden verliehen wurde.